# Stanisław Trepczyński

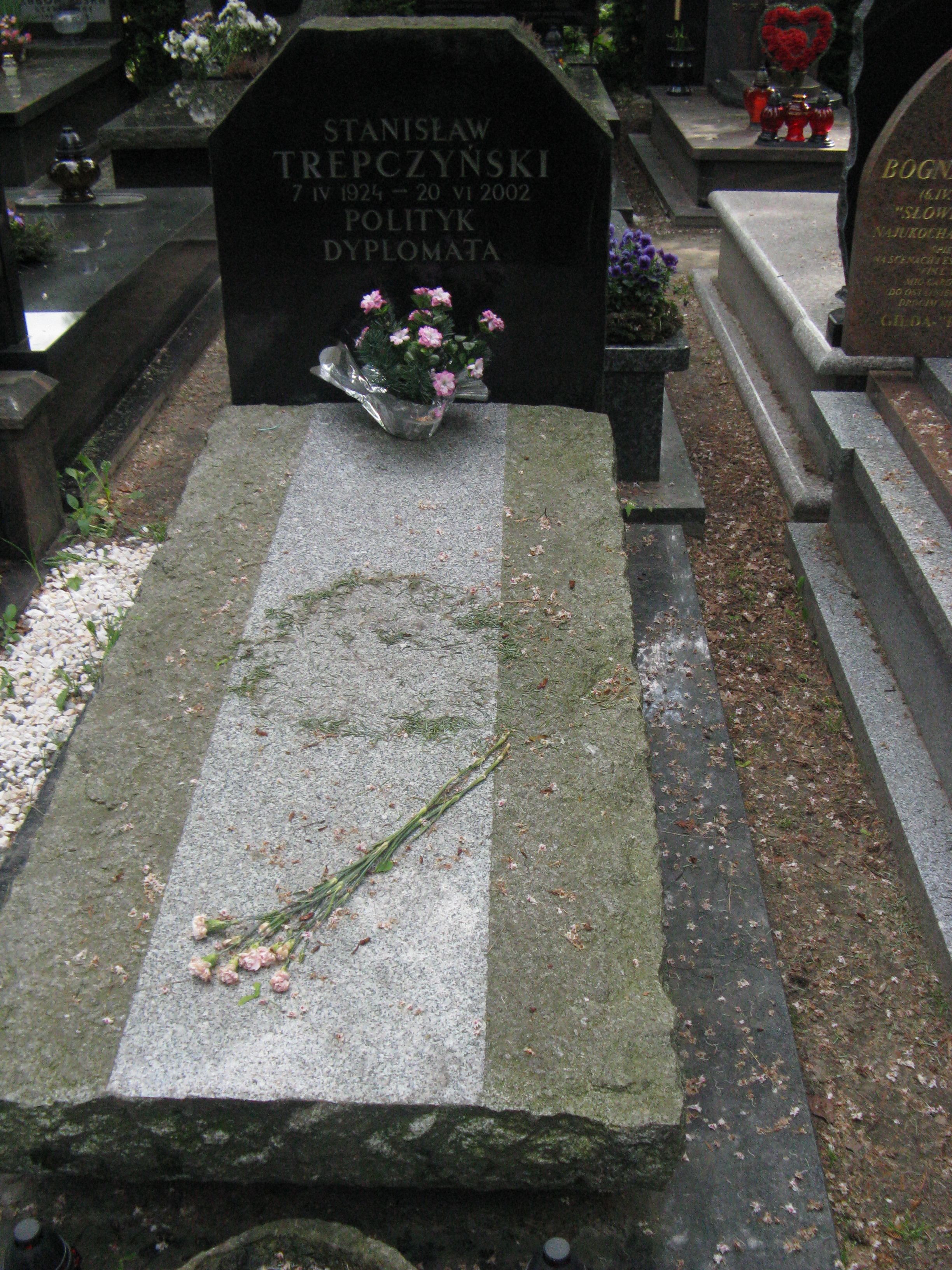
Grób Stanisława Trepczyńskiego na Cmentarzu Wojskowym na Powązkach

Stanisław Bolesław Trepczyński (ur. 7 kwietnia 1924 w Łodzi, zm. 20 czerwca 2002 w Warszawie) – polityk, dyplomata, działacz komunistyczny.

## Życiorys
Był jednym z najbliższych współpracowników Władysława Gomułki. Po ukończeniu Wyższej Szkoły Nauk Społecznych przy KC PZPR, był inspektorem w Sekretariacie I Sekretarza (1960), przez wiele lat pełnił funkcję najpierw p.o. (1960–1965), a następnie kierownika Kancelarii Sekretariatu KC PZPR (1965–1971). W latach 70. pracował w dyplomacji, był m.in. wiceministrem spraw zagranicznych (1971–1977), 27. przewodniczącym Zgromadzenia Ogólnego ONZ (1972–1973) oraz ambasadorem PRL we Włoszech i na Malcie (1977–1981).
Na VII Zjeździe PZPR w grudniu 1975 wybrany w skład Centralnej Komisji Rewizyjnej PZPR (do 1980).
Pochowany na Cmentarzu Wojskowym na Powązkach w Warszawie (kwatera A3 tuje-1-8).

## Odznaczenia
- Order Sztandaru Pracy II klasy (1969)[3]
- Złoty medal za zasługi dla działalności ONZ (nadany przez Sekretarza Generalnego ONZ Kurta Waldheima w grudniu 1972)[4]
- Kawaler Krzyża Wielkiego Orderu Zasługi Republiki Włoskiej (Włochy, 1981)[5]
- Złoty Medal "Za umacnianie Przyjaźni między Narodami" (NRD, 1974)[6]
- Honorowy Medal 50-lecia Mongolskiej Rewolucji Ludowej (Mongolia, 1971)[7]
- Medal "20-lecia Światowej Rady Pokoju" (1969)[8]